# Pleione maculata
Pour les articles homonymes, voir Pleione et Maculata.
Espèce
Statut CITES
Pleione maculata est une espèce d'orchidées originaire d'Asie.